# دیوار آبی (سیاست ایالات متحده آمریکا)

«دیوار آبی». این ایالت‌ها در هر انتخابات از سال ۱۹۹۲ تا ۲۰۲۰، به استثنای سال ۲۰۱۶، به نامزد ریاست جمهوری دموکرات رأی دادند.

دیوار آبی (به انگلیسی: Blue Wall) اصطلاحی است که توسط کارشناسان سیاسی برای اشاره به هجده ایالت ایالات متحده آمریکا و ناحیه کلمبیا استفاده می‌شود که حزب دموکرات در هر انتخابات ریاست جمهوری از سال ۱۹۹۲ تا ۲۰۱۲ در آن‌ها برنده شد. جورج دبلیو بوش، تنها رئیس‌جمهور جمهوری‌خواه انتخاب شده در این دوره، توانست در سال‌های ۲۰۰۰ و ۲۰۰۴ تنها با پیروزی در ایالت‌های خارج از دیوار آبی، حد نصاب کالج انتخاباتی را به دست آورد، که برای شکست مخالفان دموکرات خود، به ترتیب ال گور و جان کری کافی بود.
در طول انتخابات ریاست جمهوری ۲۰۱۶، بسیاری از کارشناسان سیاسی حدس می‌زدند که «دیوار آبی» هیلاری کلینتون را به شانس اصلی پیروزی در انتخابات تبدیل می‌کند. با این حال، دونالد ترامپ، نامزد جمهوری‌خواهان توانست در سه ایالت دیوار آبی میشیگان، پنسیلوانیا و ویسکانسین پیروزی‌های نزدیکی به دست آورد و همچنین یک رای از چهار رأی الکترال ایالت مین، چهارمین ایالت دیوار آبی، به دست آورد. او در نتیجه با ۳۰۶ رای کالج الکترال (به استثنای دو گزینندهٔ بی‌وفا) به عنوان رئیس‌جمهور انتخاب شد.
در انتخابات ریاست جمهوری ۲۰۲۰ ایالات متحده، جو بایدن، نامزد دموکرات، رئیس‌جمهور ترامپ را با بازپس‌گیری ویسکانسین، میشیگان و پنسیلوانیا برای حزب خود شکست داد. تنها موفقیت ترامپ در «دیوار آبی» در سال ۲۰۲۰، یک رای الکترال از مین بود که دوباره به دستش آورد. به‌طور تصادفی، بایدن ۳۰۶ الکترال به دست آورد، دقیقاً همان تعداد الکترالی که ترامپ در سال ۲۰۱۶ کسب کرد.
اصطلاح «دیوار قرمز» یا «دریای سرخ» نیز برای اشاره به ایالت‌هایی استفاده می‌شود که جمهوری خواهان به‌طور مداوم در دوره‌های انتخاباتی قبلی پیروز شده‌اند. با این حال، اکثر این ایالت‌ها به شکل قابل توجهی آرای کالج الکترال کمتری نسبت به دیوار آبی دارند. این اصطلاحات به رنگ‌هایی اشاره دارد که به ترتیب با احزاب دموکرات و جمهوری‌خواه در قرن بیست و یکم مرتبط شده‌اند.

## خاستگاه
رونالد براونشتاین ادعا می‌کند که اصطلاح «دیوار آبی» را در سال ۲۰۰۹ ابداع کرده است. پس از انتخابات ریاست جمهوری ۲۰۱۲، پل اشتاینهاوزر «دیوار آبی […] را مجموعه ای از ایالت‌های شرقی، غرب میانه و غربی» خواند که «به‌طور سنتی دموکراتیک شده‌اند». اولین توصیف نیروهای ایجاد کننده دیوار آبی از وبلاگ نویس هیوستون کرونیکل، کریس لاد است. لاد که خود جمهوری‌خواه است، در نوامبر ۲۰۱۴ نوشت که پیروزی به ظاهر چشمگیر جمهوری خواهان در انتخابات میان‌دوره‌ای ۲۰۱۴ روند دیگری را که در نتایج آشکار بود تحت الشعاع قرار داده است - فروپاشی جمعیتی و جغرافیایی.
به وجود آمدن دیوار آبی ناشی از تمرکز محدود حزب جمهوری‌خواه بر منافع رای‌دهندگان سفیدپوست، روستایی و جنوبی است. به گفته لاد، وجود دیوار آبی به این معناست که «یک نامزد دموکرات با حداقل اثربخشی» به صورت پیش‌فرض ۲۵۷ رأی الکترال را برده است. تحلیل لاد زمانی محبوب شد که مفسر MSNBC، لارنس اودانل آن را در یک قسمت ویژهٔ انتخابات از برنامه خود آخرین کلام با لارنس اودانل به نمایش گذاشت.

## ایالات دیوار آبی
در پشت این «دیوار آبی» ایالت‌ها قرار داشتند، بسیاری از آنها دارای تعداد نسبتاً بالایی از آرای انتخاباتی بودند، که به نظر می‌رسید حداقل در سطح ملی کاملاً پشت سر حزب دموکرات قرار دارند، و به نظر می‌رسد یک نامزد جمهوری‌خواه ریاست‌جمهوری مجبور به حذف آن‌ها شود. در مجموع به دنبال کسب ۲۷۰ رای الکترال از سایر مناطق است. ایالات پشت این دیوار عموماً در شمال شرقی ایالات متحده و سواحل غربی ایالات متحده قرار داشت و شامل برخی از ایالت‌های دریاچه‌های بزرگ بود. در هر یک از شش دوره انتخابات ریاست جمهوری قبل از سال ۲۰۱۶، حزب دموکرات ۱۸ مورد از این ایالت‌ها (و همچنین ناحیه کلمبیا) را برده بود که در مجموع ۲۳۸ الکترال از ۲۷۰ الکترال لازم برای پیروزی قطعی است. «سه ایالت بزرگ» (به انگلیسی: big three) که قلعهٔ دموکرات‌ها محسوب می‌شوند شامل کالیفرنیا، نیویورک و ایلینوی است.
ایالت‌های دیوار آبی عموماً شامل ایالت‌هایی است که دموکرات‌ها از انتخابات ریاست جمهوری ۱۹۹۲ تا انتخابات ریاست جمهوری ۲۰۱۶ در آن‌ها پیروز می‌شدند که شامل (به ترتیب کاهش جمعیت و به دنبال آن تعداد آرای الکترال فعلی): کالیفرنیا (۵۴) نیویورک (۲۸)، ایلینوی (۱۹)، پنسیلوانیا (۱۹)، میشیگان (۱۵)، نیوجرسی (۱۴)، واشینگتن (۱۲)، ماساچوست (۱۱)، مریلند (۱۰)، مینه سوتا (۱۰)، ویسکانسین (۱۰)، اورگان (۸)، کانکتیکات (۷)، هاوایی (۴)، مین (۴)، رود آیلند (۴)، دلاور (۳)، و ورمونت (۳)، و همچنین واشینگتن، دی سی (۳)؛ این ایالات در مجموع ۲۳۸ رای الکترال دارند. اگر ال گور در سال ۲۰۰۰ نیوهمپشایر (۴) را برده بود و اگر جان کری نیومکزیکو (۵) و آیووا (۷) را در سال ۲۰۰۴ برده بود، هر سه این ایالت جزوی از دیوار آبی از سال ۱۹۹۲ می‌شدند. آخرین باری که هر یک از این ایالت‌ها قبل از سال ۲۰۱۶ رای خود را به نامزد جمهوری‌خواه داد به زمانی برمی‌گردد که جورج اچ دبلیو بوش در سال ۱۹۸۸ مایکل دوکاکیس را شکست داد و کالیفرنیا، ایلینوی، پنسیلوانیا ، میشیگان ، نیوجرسی، مریلند، کنتیکت، مین، دلاور و ورمونت را برد. آخرین باری که هر یک از ایالت‌های نیویورک، واشینگتن، ماساچوست، ویسکانسین ، اورگن، هاوایی و رود آیلند قبل از سال ۲۰۱۶ به نامزد جمهوری‌خواه رأی دادند، مربوط به انتخاب مجدد رونالد ریگان در سال ۱۹۸۴ بود. مینه‌سوتا از زمان انتخاب مجدد ریچارد نیکسون در سال ۱۹۷۲ هیچ‌گاه به نامزد جمهوری‌خواه رأی نداده است. ناحیه کلمبیا از زمانی که در سال ۱۹۶۴ در کالج انتخاباتی پذیرفته شد در تمامی انتخابات‌ها به نامزد دموکرات رأی داده است.

## ۲۰۱۶: شکستن دیوار آبی

ایالت‌هایی که به‌طور سنتی به رنگ آبی (دموکرات) رأی می‌دادند، اما در سال ۲۰۱۶ به جمهوری‌خواه رأی دادند، با رنگ قرمز مشخص شده‌اند. در مینه‌سوتا (یک ایالت تاریخی دیوار آبی)، دموکرات‌ها تنها با ۱٫۵ درصد اختلاف و مین با ۳ درصد اختلاف در سال ۲۰۱۶ پیروز شدند. ضمن این که یک برگزیننده در شمال مین یک رأی الکترال خود را به جمهوری‌خواهان داد.

بین سال‌های ۲۰۱۲ و ۲۰۱۶ «تسلط» دموکرات‌ها بر این ایالات زیر سؤال رفت، زیرا در چند انتخابات اخیر فاصلهٔ آن‌ها و جمهوری‌خواهان بسیار کمتر شد و بسیاری از جمهوری خواهان در مناصب ایالتی مثل سناتور یا فرماندار را انتخاب شدند. ایالت‌های دیوار آبی که یک سناتور جمهوری‌خواه دارند شامل پنسیلوانیا، ویسکانسین و مین است. ایالت‌هایی که فرماندار جمهوری‌خواه دارند شامل ماساچوست، مریلند و ورمونت است. علاوه بر این ۱۸ ایالت، سه ایالت دیگر آیووا، نیوهمپشایر و نیومکزیکو که تنها یک بار در همان شش دوره انتخاباتی به جمهوری‌خواهان رای داده بودند در سال ۲۰۰۰ و ۲۰۰۴ با فاصلهٔ تنها ده هزار رأی جورج دبلیو بوش را انتخاب کردند، در حالی که اورگن شاهد شکست بوش با تنها ۶۷۶۵ رای در سال ۲۰۰۰ بود. در مجموع الکترال‌های ایالت‌های دیوار آبی به عدد ۲۵۷ می‌رسد که تنها ۱۳ رای کمتر از آن چیزی است که برای پیروزی لازم است. در سال ۲۰۱۶، دیوار آبی ترک‌هایی نشان داد و از ۲۴۲ رای الکترال به ۱۹۵ رای کاهش یافت.
نیت سیلور ایده دیوار آبی را مورد انتقاد قرار داد و آن را با ایالت‌های «دیوار قرمز/دریای سرخ» مقایسه کرد که از سال ۱۹۶۸ تا ۱۹۸۸ به جمهوری خواهان رأی دادند. او استدلال می‌کند که دیوار آبی صرفاً نشان‌دهنده یک «دوران بسیار خوب» در انتخابات است، و دستاوردهای نسبتاً جزئی در آرای عمومی می‌تواند به راحتی ورق را در آن ایالت‌ها برگرداند. چنین اتفاقی در سال ۲۰۱۶ مشاهده شد، در آن سال چند ایالت که به‌طور سنتی همیشه جزو دیوار آبی بودند به دونالد ترامپ رای دادند؛ این ایالت‌ها شامل میشیگان، پنسیلوانیا، ویسکانسین و ناحیه ۲ کنگره مین بودند. برخی دیگر همچنین اظهار کرده‌اند که ایالت‌های میشیگان، پنسیلوانیا و ویسکانسین هرگز به‌طور قطعی برای حزب دموکرات «امن» نبوده‌اند و در همین راستا به آرا نزدیک در این ایالت‌ها در انتخابات ریاست جمهوری ۲۰۰۰ و ۲۰۰۴ اشاره کردند و همچنین معتقدند که پیروزی قاطع باراک اوباما در انتخابات ۲۰۰۸ و ۲۰۱۲ ممکن است تصور نادرستی از قطعی بودن پیروزی در این ایالات برای نامزدهای دموکرات ایجاد کرده باشد.

## ۲۰۲۰: تجدید حیات دیوار آبی
در جریان انتخابات ریاست جمهوری ۲۰۲۰ ایالات متحده، جو بایدن نامزد دموکرات‌ها در ایالت‌های ویسکانسین، میشیگان و پنسیلوانیا پیروز شد. با این حال، بایدن این ایالت‌ها را تنها با اختلاف ۰٫۵ تا ۳ درصد پیروز شد که در مقایسه با اختلاف پیروزی‌های اوباما در این ایالت‌ها در سال‌های ۲۰۰۸ و ۲۰۱۲، عملکرد کمتر قابل توجهی داشت. روندهای بلندمدت برای دموکرات‌ها در این ایالت‌ها چندان مطلوب به نظر نمی‌رسد، زیرا نتایج در این ایالت‌ها تقریباً با میانگین کلی کشور یکی بوده و همچنین بسیاری از رای‌دهندگان سفیدپوست طبقه کارگر در آنجا به سمت جمهوری خواهان متمایل شده‌اند.
بایدن همچنین با پیروزی در آریزونا، جورجیا و منطقه دوم کنگره در نبراسکا، به دیوار/دریای قرمز نفوذ کرد. با این حال، حوزه دوم کنگره مین به دونالد ترامپ رای داد. ایالت‌هایی مانند کلرادو و ویرجینیا که پیش از این رقابت سختی را در انتخابات برای هر دو طرف داشتند، پس از انتخابات ۲۰۲۰، تا حدی در نتیجه الگوهای جمعیتی، کاملاً متمایل به دموکرات‌ها شده‌اند. بایدن در سال ۲۰۲۰ در هردوی این ایالات با بیش از ۱۰ درصد اختلاف برنده شد.

## دریای سرخ

ایالت‌های دیوار/دریای قرمز، همراه با سالی که از آن زمان قرمز شده‌اند. تمام ایالت‌های رنگ شده در این نقشه حداقل از سال ۲۰۰۰ قرمز بوده‌اند.

ایالت‌هایی که جمهوری خواهان در یازده انتخابات گذشته (از سال ۱۹۸۰ تا ۲۰۲۰) برنده شده‌اند عبارتند از: تگزاس (۴۰)، آلاباما (۹)، کارولینای جنوبی (۹)، اوکلاهما (۷)، می‌سی‌سی‌پی (۶)، یوتا (۶)، کانزاس. (۶)، نبراسکا (۴) (اما نه منطقه ۲ کنگره نبراسکا)، آیداهو (۴)، داکوتای جنوبی (۳)، داکوتای شمالی (۳)، آلاسکا (۳)، و وایومینگ (۳) که در مجموع ۱۰۳ رای الکترال دارند. علاوه بر این، تنسی (۱۱)، میسوری (۱۰)، کنتاکی (۸)، لوئیزیانا (۸)، آرکانزاس (۶)، ویرجینیای غربی (۴) و مونتانا (۴) در شش انتخابات بین ۲۰۰۰ تا ۲۰۲۰ در اختیار جمهوری‌خواهان بوده است. ایالت‌هایی که جدیداً به دیوار قرمز اضافه شده‌اند، مجموع آرا الکترال آن‌ها را به ۱۵۴ رساندند. سایر ایالت‌های دارای رکورد پیروزی ۱۰ از ۱۱ (از ۱۹۸۰ تا ۲۰۲۰)برای جمهوری‌خواهان شامل کارولینای شمالی (۱۶) و ایندیانا (۱۱) است که ۲۷ رای الکترال آنها به ۱۵۴ رای الکترال از بیست ایالت قبلی دریای سرخ اضافه شده است و مجموع را به ۱۸۱ رای الکترال می‌رساند. هرچند کارولینای شمالی معمولاً یک ایالت نوسانی است اما در سال‌های اخیر تقریباً همیشه کمی به بیشتر به سمت جمهوری‌خواهان متمایل بوده.
جورجیا و آریزونا ایالت‌هایی هستند که سابقاً جزو دیوار/دریای سرخ بودند و جمهوری‌خواهان در ۸ انتخابات از ۹ انتخابات بین سال‌های ۱۹۸۴ تا ۲۰۱۶ در این دو ایالت پیروز شدند، اما در سال ۲۰۲۰ دموکرات‌ها در این دو ایالت پیروز شدند و اکنون به عنوان ایالت‌های نوسانی در نظر گرفته می‌شوند. تگزاس که در ۱۱ انتخابات ریاست جمهوری گذشته شاهد پیروزی جمهوری‌خواهان بوده و در لیست بالا از ایالت‌های دیوار/دریای قرمز قرار گرفته است، اکنون گاهی اوقات به عنوان یک ایالت نوسانی در نظر گرفته می‌شود زیرا جمهوری خواهان تنها با ۵٫۶ درصد اختلاف در سال ۲۰۲۰ در آن برنده شدند و نظرسنجی‌ها نیز نشان از رقابت نزدیک در تگزاس داشتند.

## در انتخابات ریاست جمهوری
آرای ریاست جمهوری در ایالت‌های دیوار آبی از سال ۱۸۷۶:
| سال  | کالیفرنیا | کنکتیکت  | دلاور    | ناحیه کلمبیا  | هاوایی        | ایلینوی  | مین      | مریلند   | ماساچوست | میشیگان  | مینه‌سوتا | نیو جرزی | نیو یورک | ارگن     | پنسیلوانیا | رود آیلند | ورمانت   | واشنگتن       | ویسکانسین |
| ---- | --------- | -------- | -------- | ------------- | ------------- | -------- | -------- | -------- | -------- | -------- | -------- | -------- | -------- | -------- | ---------- | --------- | -------- | ------------- | --------- |
| ۱۸۷۶ | هیز       | تیلدن    | تیلدن    | بدون انتخابات | بدون انتخابات | هیز      | هیز      | تیلدن    | هیز      | هیز      | هیز      | تیلدن    | تیلدن    | هیز      | هیز        | هیز       | هیز      | بدون انتخابات | هیز       |
| ۱۸۸۰ | هنکاک     | گارفیلد  | هنکاک    | بدون انتخابات | بدون انتخابات | گارفیلد  | گارفیلد  | هنکاک    | گارفیلد  | گارفیلد  | گارفیلد  | هنکاک    | گارفیلد  | گارفیلد  | گارفیلد    | گارفیلد   | گارفیلد  | بدون انتخابات | گارفیلد   |
| ۱۸۸۴ | بلین      | کلیولند  | کلیولند  | بدون انتخابات | بدون انتخابات | بلین     | بلین     | کلیولند  | بلین     | بلین     | بلین     | کلیولند  | کلیولند  | بلین     | بلین       | بلین      | بلین     | بدون انتخابات | بلین      |
| ۱۸۸۸ | هریسون    | کلیولند  | کلیولند  | بدون انتخابات | بدون انتخابات | هریسون   | هریسون   | کلیولند  | هریسون   | هریسون   | هریسون   | کلیولند  | هریسون   | هریسون   | هریسون     | هریسون    | هریسون   | بدون انتخابات | هریسون    |
| ۱۸۹۲ | کلیولند   | کلیولند  | کلیولند  | بدون انتخابات | بدون انتخابات | کلیولند  | هریسون   | کلیولند  | هریسون   | هریسون   | هریسون   | کلیولند  | کلیولند  | هریسون   | هریسون     | هریسون    | هریسون   | هریسون        | کلیولند   |
| ۱۸۹۶ | مک‌کینلی   | مک‌کینلی  | مک‌کینلی  | بدون انتخابات | بدون انتخابات | مک‌کینلی  | مک‌کینلی  | مک‌کینلی  | مک‌کینلی  | مک‌کینلی  | مک‌کینلی  | مک‌کینلی  | مک‌کینلی  | مک‌کینلی  | مک‌کینلی    | مک‌کینلی   | مک‌کینلی  | برایان        | مک‌کینلی   |
| ۱۹۰۰ | مک‌کینلی   | مک‌کینلی  | مک‌کینلی  | بدون انتخابات | بدون انتخابات | مک‌کینلی  | مک‌کینلی  | مک‌کینلی  | مک‌کینلی  | مک‌کینلی  | مک‌کینلی  | مک‌کینلی  | مک‌کینلی  | مک‌کینلی  | مک‌کینلی    | مک‌کینلی   | مک‌کینلی  | مک‌کینلی       | مک‌کینلی   |
| ۱۹۰۴ | روزولت    | روزولت   | روزولت   | بدون انتخابات | بدون انتخابات | روزولت   | روزولت   | پارکر    | روزولت   | روزولت   | روزولت   | روزولت   | روزولت   | روزولت   | روزولت     | روزولت    | روزولت   | روزولت        | روزولت    |
| ۱۹۰۸ | تفت       | تفت      | تفت      | بدون انتخابات | بدون انتخابات | تفت      | تفت      | برایان   | تفت      | تفت      | تفت      | تفت      | تفت      | تفت      | تفت        | تفت       | تفت      | تفت           | تفت       |
| ۱۹۱۲ | روزولت    | ویلسون   | ویلسون   | بدون انتخابات | بدون انتخابات | ویلسون   | ویلسون   | ویلسون   | ویلسون   | روزولت   | روزولت   | ویلسون   | ویلسون   | ویلسون   | روزولت     | ویلسون    | تفت      | روزولت        | ویلسون    |
| ۱۹۱۶ | ویلسون    | هیوز     | هیوز     | بدون انتخابات | بدون انتخابات | هیوز     | هیوز     | ویلسون   | هیوز     | هیوز     | هیوز     | هیوز     | هیوز     | هیوز     | هیوز       | هیوز      | هیوز     | ویلسون        | هیوز      |
| ۱۹۲۰ | هاردینگ   | هاردینگ  | هاردینگ  | بدون انتخابات | بدون انتخابات | هاردینگ  | هاردینگ  | هاردینگ  | هاردینگ  | هاردینگ  | هاردینگ  | هاردینگ  | هاردینگ  | هاردینگ  | هاردینگ    | هاردینگ   | هاردینگ  | هاردینگ       | هاردینگ   |
| ۱۹۲۴ | کولیج     | کولیج    | کولیج    | بدون انتخابات | بدون انتخابات | کولیج    | کولیج    | کولیج    | کولیج    | کولیج    | کولیج    | کولیج    | کولیج    | کولیج    | کولیج      | کولیج     | کولیج    | کولیج         | لا فولت   |
| ۱۹۲۸ | هوور      | هوور     | هوور     | بدون انتخابات | بدون انتخابات | هوور     | هوور     | هوور     | اسمیت    | هوور     | هوور     | هوور     | هوور     | هوور     | هوور       | اسمیت     | هوور     | هوور          | هوور      |
| ۱۹۳۲ | روزولت    | هوور     | هوور     | بدون انتخابات | بدون انتخابات | روزولت   | هوور     | روزولت   | روزولت   | روزولت   | روزولت   | روزولت   | روزولت   | روزولت   | هوور       | روزولت    | هوور     | روزولت        | روزولت    |
| ۱۹۳۶ | روزولت    | روزولت   | روزولت   | بدون انتخابات | بدون انتخابات | روزولت   | لاندن    | روزولت   | روزولت   | روزولت   | روزولت   | روزولت   | روزولت   | روزولت   | روزولت     | روزولت    | لاندن    | روزولت        | روزولت    |
| ۱۹۴۰ | روزولت    | روزولت   | روزولت   | بدون انتخابات | بدون انتخابات | روزولت   | ویلکی    | روزولت   | روزولت   | ویلکی    | روزولت   | روزولت   | روزولت   | روزولت   | روزولت     | روزولت    | ویلکی    | روزولت        | روزولت    |
| ۱۹۴۴ | روزولت    | روزولت   | روزولت   | بدون انتخابات | بدون انتخابات | روزولت   | دیویی    | روزولت   | روزولت   | روزولت   | روزولت   | روزولت   | روزولت   | روزولت   | روزولت     | روزولت    | دیویی    | روزولت        | دیویی     |
| ۱۹۴۸ | ترومن     | دیویی    | دیویی    | بدون انتخابات | بدون انتخابات | ترومن    | دیویی    | دیویی    | ترومن    | دیویی    | ترومن    | دیویی    | دیویی    | دیویی    | دیویی      | ترومن     | دیویی    | ترومن         | ترومن     |
| ۱۹۵۲ | آیزنهاور  | آیزنهاور | آیزنهاور | بدون انتخابات | بدون انتخابات | آیزنهاور | آیزنهاور | آیزنهاور | آیزنهاور | آیزنهاور | آیزنهاور | آیزنهاور | آیزنهاور | آیزنهاور | آیزنهاور   | آیزنهاور  | آیزنهاور | آیزنهاور      | آیزنهاور  |
| ۱۹۵۶ | آیزنهاور  | آیزنهاور | آیزنهاور | بدون انتخابات | بدون انتخابات | آیزنهاور | آیزنهاور | آیزنهاور | آیزنهاور | آیزنهاور | آیزنهاور | آیزنهاور | آیزنهاور | آیزنهاور | آیزنهاور   | آیزنهاور  | آیزنهاور | آیزنهاور      | آیزنهاور  |
| ۱۹۶۰ | نیکسون    | کندی     | کندی     | بدون انتخابات | کندی          | کندی     | نیکسون   | کندی     | کندی     | کندی     | کندی     | کندی     | کندی     | نیکسون   | کندی       | کندی      | نیکسون   | نیکسون        | نیکسون    |
| ۱۹۶۴ | جانسون    | جانسون   | جانسون   | جانسون        | جانسون        | جانسون   | جانسون   | جانسون   | جانسون   | جانسون   | جانسون   | جانسون   | جانسون   | جانسون   | جانسون     | جانسون    | جانسون   | جانسون        | جانسون    |
| ۱۹۶۸ | نیکسون    | هامفری   | نیکسون   | هامفری        | هامفری        | نیکسون   | هامفری   | هامفری   | هامفری   | هامفری   | هامفری   | نیکسون   | هامفری   | نیکسون   | هامفری     | هامفری    | نیکسون   | هامفری        | نیکسون    |
| ۱۹۷۲ | نیکسون    | نیکسون   | نیکسون   | مک‌گاورن       | نیکسون        | نیکسون   | نیکسون   | نیکسون   | مک‌گاورن  | نیکسون   | نیکسون   | نیکسون   | نیکسون   | نیکسون   | نیکسون     | نیکسون    | نیکسون   | نیکسون        | نیکسون    |
| ۱۹۷۶ | فورد      | فورد     | کارتر    | کارتر         | کارتر         | فورد     | فورد     | کارتر    | کارتر    | فورد     | کارتر    | فورد     | کارتر    | فورد     | کارتر      | کارتر     | فورد     | فورد          | کارتر     |
| ۱۹۸۰ | ریگان     | ریگان    | ریگان    | کارتر         | کارتر         | ریگان    | ریگان    | کارتر    | ریگان    | ریگان    | کارتر    | ریگان    | ریگان    | ریگان    | ریگان      | کارتر     | ریگان    | ریگان         | ریگان     |
| ۱۹۸۴ | ریگان     | ریگان    | ریگان    | ماندیل        | ریگان         | ریگان    | ریگان    | ریگان    | ریگان    | ریگان    | ماندیل   | ریگان    | ریگان    | ریگان    | ریگان      | ریگان     | ریگان    | ریگان         | ریگان     |
| ۱۹۸۸ | بوش       | بوش      | بوش      | دوکاکیس       | دوکاکیس       | بوش      | بوش      | بوش      | دوکاکیس  | بوش      | دوکاکیس  | بوش      | دوکاکیس  | دوکاکیس  | بوش        | دوکاکیس   | بوش      | دوکاکیس       | دوکاکیس   |
| ۱۹۹۲ | کلینتون   | کلینتون  | کلینتون  | کلینتون       | کلینتون       | کلینتون  | کلینتون  | کلینتون  | کلینتون  | کلینتون  | کلینتون  | کلینتون  | کلینتون  | کلینتون  | کلینتون    | کلینتون   | کلینتون  | کلینتون       | کلینتون   |
| ۱۹۹۶ | کلینتون   | کلینتون  | کلینتون  | کلینتون       | کلینتون       | کلینتون  | کلینتون  | کلینتون  | کلینتون  | کلینتون  | کلینتون  | کلینتون  | کلینتون  | کلینتون  | کلینتون    | کلینتون   | کلینتون  | کلینتون       | کلینتون   |
| ۲۰۰۰ | گور       | گور      | گور      | گور           | گور           | گور      | گور      | گور      | گور      | گور      | گور      | گور      | گور      | گور      | گور        | گور       | گور      | گور           | گور       |
| ۲۰۰۴ | کری       | کری      | کری      | کری           | کری           | کری      | کری      | کری      | کری      | کری      | کری      | کری      | کری      | کری      | کری        | کری       | کری      | کری           | کری       |
| ۲۰۰۸ | اوباما    | اوباما   | اوباما   | اوباما        | اوباما        | اوباما   | اوباما   | اوباما   | اوباما   | اوباما   | اوباما   | اوباما   | اوباما   | اوباما   | اوباما     | اوباما    | اوباما   | اوباما        | اوباما    |
| ۲۰۱۲ | اوباما    | اوباما   | اوباما   | اوباما        | اوباما        | اوباما   | اوباما   | اوباما   | اوباما   | اوباما   | اوباما   | اوباما   | اوباما   | اوباما   | اوباما     | اوباما    | اوباما   | اوباما        | اوباما    |
| ۲۰۱۶ | کلینتون   | کلینتون  | کلینتون  | کلینتون       | کلینتون       | کلینتون  | کلینتون  | کلینتون  | کلینتون  | ترامپ    | کلینتون  | کلینتون  | کلینتون  | کلینتون  | ترامپ      | کلینتون   | کلینتون  | کلینتون       | ترامپ     |
| ۲۰۲۰ | بایدن     | بایدن    | بایدن    | بایدن         | بایدن         | بایدن    | بایدن    | بایدن    | بایدن    | بایدن    | بایدن    | بایدن    | بایدن    | بایدن    | بایدن      | بایدن     | بایدن    | بایدن         | بایدن     |
| سال  | کالیفرنیا | کنکتیکت  | دلاور    | ناحیه کلمبیا  | هاوایی        | ایلینوی  | مین      | مریلند   | ماساچوست | میشیگان  | مینه‌سوتا | نیو جرزی | نیو یورک | ارگن     | پنسیلوانیا | رود آیلند | ورمانت   | واشنگتن       | ویسکانسین |

کلید
| نامزد حزب دموکرات    |
| نامزد حزب جمهوری‌خواه |
| نامزد حزب ثالث       |

پررنگ نشان دهنده نامزدهای انتخاب‌شده به عنوان رئیس‌جمهور است.

## یادداشت
1. ↑  تا زمانی که دونالد ترامپ در انتخابات ۲۰۱۶ در آن برنده شد.
2. ↑  تا زمانی که دونالد ترامپ در انتخابات ۲۰۱۶ در آن برنده شد.
3. ↑  تا زمانی که دونالد ترامپ در انتخابات ۲۰۱۶ در آن برنده شد.
4. ↑  ناحیه کلمبیا تا قبل از ۱۹۶۴ و تصویب متمم بیست و سوم قانون اساسی ایالات متحده آمریکا در انتخابات ریاست‌جمهوری دارای رأی الکترال نبود.
5. ↑  هاوایی از سال ۱۹۵۹ به عنوان ایالت شناخته شد و از ۱۹۶۰ در انتخابات ریاست جمهوری شرکت کرد.
6. ↑  واشنگتن تا سال ۱۸۸۹ یک ایالت نبود و تا سال ۱۸۹۲ در انتخابات شرکت نمی‌کرد.
7. ↑  پارکر هفت رای از هشت رای الکترال مریلند را به دست آورد و دیگری به روزولت رسید که بالاترین رأی برگزیننده‌اش در واقع ۵۱ رای بیشتر از پارکر به دست آورد.
8. ↑  بالاترین برگزیننده تفت در واقع ۶۰۵ رای بیشتر از برایان دریافت کرد، اما از هشت گزیننده برتر، شش نفر به برایان متعهد شدند.
9. ↑  کلینتون در سراسر ایالت مین پیروز شد، اما یکی از چهار رای الکترال این ایالت به ترامپ رسید. از زمان انتخابات ۱۹۷۲، مین دو رای الکترال به برنده آرای مردمی در سراسر ایالت اعطا کرده است، با یک رای به برنده در هر ناحیه کنگره.
10. ↑  بایدن به صورت کلی برندهٔ ایالت مین شد ولی یکی از آرا الکترال مین به ترامپ رسید.
11. ↑  همه این‌ها در سطح ملی به عنوان «حزب مترقی» نامگذاری می‌شدند، اگرچه نسخه ۱۹۲۴ ادامه حزب ۱۹۱۲ نبود.